# Hartford, Kansas
Hartford är en ort i Lyon County i Kansas. Orten har fått sitt namn efter Hartford i Connecticut. Vid 2010 års folkräkning hade Hartford 371 invånare.